# Beni (アルバム)
『Beni』（ベニ）は、安良城紅の1枚目のアルバムである。

## 概要
- DVD付き初回限定盤（3,800円）とCDのみの通常盤（2,800円）の2種類がある。
- 初回限定盤のDVDには3曲のミュージッククリップ、1曲のスタジオ・ライブ、デビュー・イベント特典映像を収録する。
- CDのみの通常盤は1曲のボーナス・トラックである。
- 3枚目のシングル「Miracle」（シングル・カットとして）と同時発売。シングル版とは別バージョンで収録している。

## 収録内容

### CD
1. Introduction
  - 作曲・編曲：朝本浩文
2. Here alone (Album version)
  - 作詞：JUSME／作曲・編曲：朝本浩文
  - 3rdシングル。EX開局45周年記念木曜ドラマ松本清張「黒革の手帖」EDテーマ（米倉涼子主演）。
3. Harmony
  - 作詞：JUSME／作曲：MONK／編曲：SMURF
  - 1stシングル。EX金曜ナイトドラマ「霊感バスガイド事件簿」主題歌。
4. Break out
  - 作詞：Beni／作曲・編曲：朝本浩文
5. True fighter
  - 作詞：JUSME／作曲・編曲：CMJK
6. Miracle (Album version)
  - 作詞：JUSME／作曲・編曲：朝本浩文・村山達哉（Strings）
  - 4thシングル。CX「奇跡体験!アンビリバボー」EDテーマ。
7. Oh, happy day (Studio live version)
  - 作詞・作曲：Edwin R. Hawkins／編曲：朝本浩文
  - エドウィン・ホーキンスのゴスペルスタンダードのカバー曲。
8. Silhouette (Album version)
  - 作詞：小幡英之／作曲・編曲：朝本浩文・村山達哉（Strings）
  - 1stシングル「Harmony」のカップリング。
9. Infinite...
  - 作詞：JUSME／作曲：TAKADA JUNPEI／編曲：CMJK
  - 2ndシングル。TBS「CDTV」10月度OPテーマ。
10. Gems
  - 作詞：田形美喜子／作曲・編曲：朝本浩文・村山達哉（Strings）
11. Daphne
  - 作詞：小幡英之／作曲・編曲：CMJK
12. Step
  - 作詞：小幡英之／作曲・編曲：朝本浩文
  - NHK教育アニメ「MAJOR 1stシーズン」EDテーマ（1話～16話）。
13. Always
  - 作詞：JUSME／作曲・編曲：朝本浩文
14. Give me up（CD版ボーナス・トラック）
  - 作詞・作曲：Mario Guiseppe Nigro／編曲：上野圭市
  - マイケル・フォーチュナティのシングル「Give Me Up」のカバー曲。「TDK」CMソング。

### DVD
1. Harmony（Promotion Video）
2. Infinite...（Promotion Video）
3. Here alone（Promotion Video）
4. Oh, happy day（Studio live version）
5. Debut event special digest